# Repubblica del Congo ai Giochi olimpici
La Repubblica del Congo ha partecipato per la prima volta ai Giochi olimpici nel 1964.
Gli atleti congolesi non hanno mai vinto medaglie ai Giochi olimpici estivi e non hanno mai partecipato ai Giochi olimpici invernali.
Il Comitato Nazionale Olimpico e Sportivo Congolese venne creato e riconosciuto dal CIO nel 1964.

## Medaglieri

### Medaglie alle Olimpiadi estive
| Giochi                 | Oro              | Argento          | Bronzo           | Totale           |
| ---------------------- | ---------------- | ---------------- | ---------------- | ---------------- |
| Tokyo 1964             | 0                | 0                | 0                | 0                |
| Città del Messico 1968 | non partecipante | non partecipante | non partecipante | non partecipante |
| Monaco 1972            | 0                | 0                | 0                | 0                |
| Montreal 1976          | non partecipante | non partecipante | non partecipante | non partecipante |
| Mosca 1980             | 0                | 0                | 0                | 0                |
| Los Angeles 1984       | 0                | 0                | 0                | 0                |
| Seoul 1988             | 0                | 0                | 0                | 0                |
| Barcellona 1992        | 0                | 0                | 0                | 0                |
| Atlanta 1996           | 0                | 0                | 0                | 0                |
| Sydney 2000            | 0                | 0                | 0                | 0                |
| Atene 2004             | 0                | 0                | 0                | 0                |
| Pechino 2008           | 0                | 0                | 0                | 0                |
| Londra 2012            | 0                | 0                | 0                | 0                |
| Rio de Janeiro 2016    | 0                | 0                | 0                | 0                |
| Tokyo 2020             | 0                | 0                | 0                | 0                |
| Parigi 2024            | 0                | 0                | 0                | 0                |
| Totale                 | 0                | 0                | 0                | 0                |